# Herencia (Ciudad Real)
Herencia es un municipio y localidad española de la provincia de Ciudad Real, en la comunidad autónoma de Castilla-La Mancha. El término municipal tiene una población de 8459 habitantes (INE 2024).

## Geografía

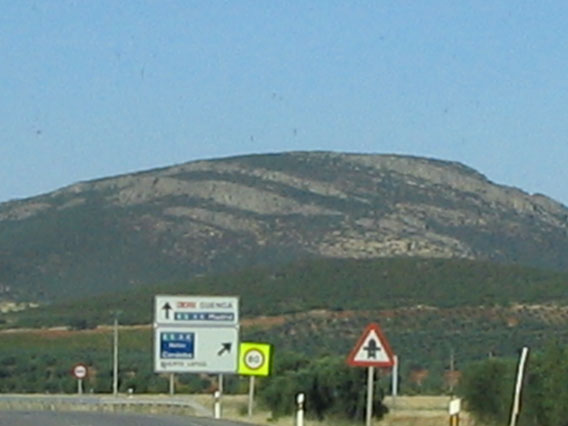
Torcón (928 m)

Se encuentra al norte de la provincia de Ciudad Real, a unos 80 km de la capital provincial. El término municipal está atravesado por la autovía del Sur, por la carretera CM-420 (antigua N-420 entre los pK 264 y 276) y por carreteras locales que permiten la comunicación con Camuñas, Villafranca de los Caballeros y Villarta de San Juan. 
Se sitúa a 643 m sobre el nivel del mar y forma parte de la comarca de La Mancha, en concreto del Campo de San Juan. En su término se levantan algunas pequeñas formaciones montañosas como la sierra de la Sevillana (928 m) y la sierra de las Fuentes (882 m), últimos vestigios de los montes de Toledo, y por el sur del municipio discurre el río Cigüela poco antes de desembocar en el río Guadiana. La altitud sobre el nivel del mar oscila entre los 928 m (pico Tocón) y los 624 m a orillas del río Cigüela. 
| Noroeste: Camuñas (Toledo)                  | Norte: Camuñas (Toledo) y Villafranca de los Caballeros (Toledo) | Noreste: Villafranca de los Caballeros (Toledo) |
| Oeste: Puerto Lápice y Villarta de San Juan |                                                                  | Este: Alcázar de San Juan                       |
| Suroeste: Villarta de San Juan              | Sur: Llanos del Caudillo y Manzanares                            | Sureste: Alcázar de San Juan                    |

## Historia

### Edad Media
Sus orígenes son difuminados y nada claros. Hoy los textos históricos y más concretamente la existencia de la Carta puebla de Herencia nos señalan que la villa nace al abrigo de la reconquista de la mano de la Orden de San Juan.
En 1239, después de la batalla de Las Navas de Tolosa, el Reino de Castilla inicia la repoblación de la meseta sur, siendo delegada por el rey para la administración de la zona la Orden de San Juan, cuyo prior otorga la Carta puebla de Herencia al Consejo de Herencia, que en ese momento cuenta con algunos pobladores. En dicha Carta puebla se establece ya una diferenciación social entre el simple poblador o pechero y los caballeros o hidalgos; se les dota de un horno de pan y se reparten también viñas y huertas, lo que prueba ya el cultivo de la vid en esta época. La economía de Herencia ha girado a lo largo de los siglos sobre la actividad agraria, al igual que ocurría en el resto de los pueblos del Priorato.
En la centuria del 1300 siguen llegando pobladores a Herencia, si bien no de forma masiva, ya que Andalucía era un reclamo más atrayente, y aunque no pueda hablarse de grandes masas, si se produce un continuo fluir que, a pesar de la peste bubónica, que también causó mortandad en Herencia, no cesó el aumento de población. En el año 1350 recibe la categoría de Villa de manos del rey Pedro I de Castilla.  En el siglo XV tuvo lugar la guerra de sucesión castellana, en la que partiendo de Alcázar, Jorge Manrique, partidario de Isabel, hermanastra del rey Enrique IV de Castilla que acaba de fallecer, venció a Juan de Valenzuela, partidario de Juana la Beltraneja.

### Edad Moderna
Herencia siguió creciendo por las nuevas roturaciones de tierras. En el año 1575 se contabilizan 500 vecinos, unos 2000 habitantes. La economía está basada fundamentalmente en la ganadería y en los cereales; no existían huertas, ni olivares, teniéndose que traer el aceite de Andalucía.
En 1568 tuvo lugar la creación del Pósito concejil. El Pósito era una institución destinada a almacenar trigo en años de cosechas abundantes para suministrarlo en años de malas cosechas, tanto para la alimentación como para la siembra o en forma de pan. La institución establecía cierta regulación del mercado, pues se almacenaba y en época de escasez se distribuía a precios más bajos que los del mercado.
En cuanto a la vid, ya durante el siglo XVI su cultivo estaba presente en Herencia, aunque este se orientaba principalmente al consumo familiar. Pero ya en el siglo XVIII, las Relaciones del cardenal Francisco Antonio de Lorenzana nos dicen que en Herencia abunda el vino, señalando una producción de 25 000 arrobas por quinquenio.
En 1591 Herencia cuenta con 751 vecinos, de los que 20 son hidalgos y 10 clérigos, lo que supone unos 3000 habitantes, aproximadamente. En 1604 y posteriores, a consecuencia de malas cosechas por sequía y epidemias de tifus, se produce una crisis de población que no es superada hasta la segunda mitad de esa centuria, produciéndose en los años 80 de ese siglo otra época de crisis demográfica también por epidemia de tifus. En 1616, tras años de penurias, el Concejo pidió permiso al monarca Felipe III para repartir entre los vecinos la tercera parte de los pósitos de la villa, con el fin de sembrar sus barbechos. El permiso real llegó con una serie de instrucciones: que no se prestara a quien ya estaba en deuda y que se exigiera fianza cuando se prestaran más de 20 fanegas. En 1655 aparecen registrados en el Archivo Parroquial los fallecimientos de dos esclavas de vecinos de Herencia: Bárbara y María. No figura raza ni otras circunstancias. El 15 de noviembre de 1656, se firma la escritura de fundación del Convento de la Merced por Juan José de Austria, hijo natural de Felipe IV y María Calderón.

### SigloXVIII
La centuria del setecientos, el llamado Siglo de las Luces, fue una época próspera para Herencia. En 1707 viven en Herencia alrededor de 4400 habitantes, y en el Censo de Aranda, de 1769, se contabilizan 7574 habitantes.
Agricultura y ganadería, pues, se convirtieron desde un principio en la base de la economía de esta villa; sin embargo, a lo largo del siglo XVIII fueron naciendo una serie de pequeñas industrias todas ellas relacionadas con la ganadería y la agricultura, de forma tal que a finales de este siglo la villa presentaba un panorama halagüeño: una rica agricultura, con huertos, cereales, aceite, vino, barrilla, salicor y azafrán; una ganadería abundante y una industria y comercio en expansión gracias al trabajo de la lana, fabricación de jabón y una numerosa arriería.
Continúan nuevas roturaciones y presiones demográficas; se rotura la Serna, que hasta entonces se venía utilizando para recrío común de caballos. Se consolida la concentración de la propiedad de la tierra; la economía local ha evolucionado. En 1785 se obtienen 1800 arrobas de lana, 1200 fanegas de cereales, y comienzan a tener importancia el cultivo de hortalizas (19 hortelanos que ya salían a vender a otras localidades); cobran importancia también el aceite, vino, azafrán y ganado mular; se producían 7000 corderos y 1000 arrobas de queso.
Se trabajaban las pieles, confeccionando prendas de vestir, correajes y botas. La lana, una vez preparada por los tintoreros, era tejida por las mujeres, que elaboraban ceñidores, cíngulos, ligas, estameña, pañetes y telillas muy apreciadas. En los intermedios de sementera, vendimia y agosto, los maridos salían a vender los productos fabricados, trayendo a Herencia añil y cochinilla para los tintes, cacao, azúcar y almendras.
También existían siete fábricas de jabón, elaborado con aceite y lejías de barrilla, salicor y cal. Por medio de numerosa arriería, se comerciaba con Andalucía, Castilla la Vieja, Madrid y "todos los reinos de España", trayendo aceite, arroces y legumbres. Existían dos casas de comercio, una de franceses y otra de gallegos.
Los vecinos de Herencia comienzan a demandar la construcción de molinos de viento, ya que el de agua que existía en el Cigüela solo funcionaba entre los meses de octubre a mayo. En 1790 se concede la primera licencia para instalar un molino en las Eras Altas, que comenzó a funcionar en abril de 1792 y que, ante la falta de viento, fue trasladado en 1796 al cerro de San Cristóbal. En Herencia llegaron a existir 11 molinos de viento al principio de los años 1800, actualmente solo se conservan 7, desapareciendo los restantes seguramente tras la invasión francesa y posterior Guerra de la Independencia (1808-1814).
- 1713: finaliza la construcción del actual templo parroquial dedicado a la Inmaculada Concepción de la Virgen María.
- 1783, con el fin de producir seda, se realiza una plantación de 4000 moreras en la Serna, traídas por indicación del Prior de Aranjuez.
- 1784: proyecto de construcción de escuelas gratuitas. El proyecto no consiguió la cooperación de los estratos sociales a los que iba dirigido, quedándose únicamente en la fundación, en 1797, de un establecimiento benéfico para 20 alumnas pobres a las que se facilitaba el lienzo necesario para sus manufacturas, y se construyó un telar de alfombras.
- 1798, el maestro de primeras letras, Alfonso García Rosel, enseña a 90 niños de todas las edades, y entre ellos, a 12 de los más pobres, por los que no percibe dinero alguno.
- 1784: independencia jurídica de Puerto Lápice, que hasta entonces era jurisdicción de Herencia, Arenas y Villarta. El Concejo de Herencia se resistió durante meses a redactar su asentimiento, dada la pérdida de influencia, población y control que esto le suponía.
- 1786: epidemia de paludismo. A finales del siglo XVIII la esperanza de vida era de cincuenta años.
- 1789: se instala el primer abastecimiento de agua en Herencia, para tres fuentes públicas.

### SigloXIX
Durante el siglo XIX se produjo un considerable desarrollo de la vid, con fincas no demasiado grandes y numerosos propietarios. Existen grandes propietarios, pero en número muy reducido, que poseen fincas extensas y de buena calidad, pero sin llegar a la categoría de latifundios.
- 1807: hay contabilizados en Herencia once molinos de viento, pero en 1808 solo quedaban tres (quizá debido a las destrucciones provocadas por las tropas francesas en la Guerra de la Independencia)
- 1819: se coloca en el altar mayor de la parroquia el gran cuadro de la Inmaculada Concepción, obra de Zacarías González Velázquez, pintor de cámara de Carlos IV.
- 1836: desaparición de los diezmos.
- 1837: se nombra al primer alcalde constitucional, una vez abolidos los señoríos.

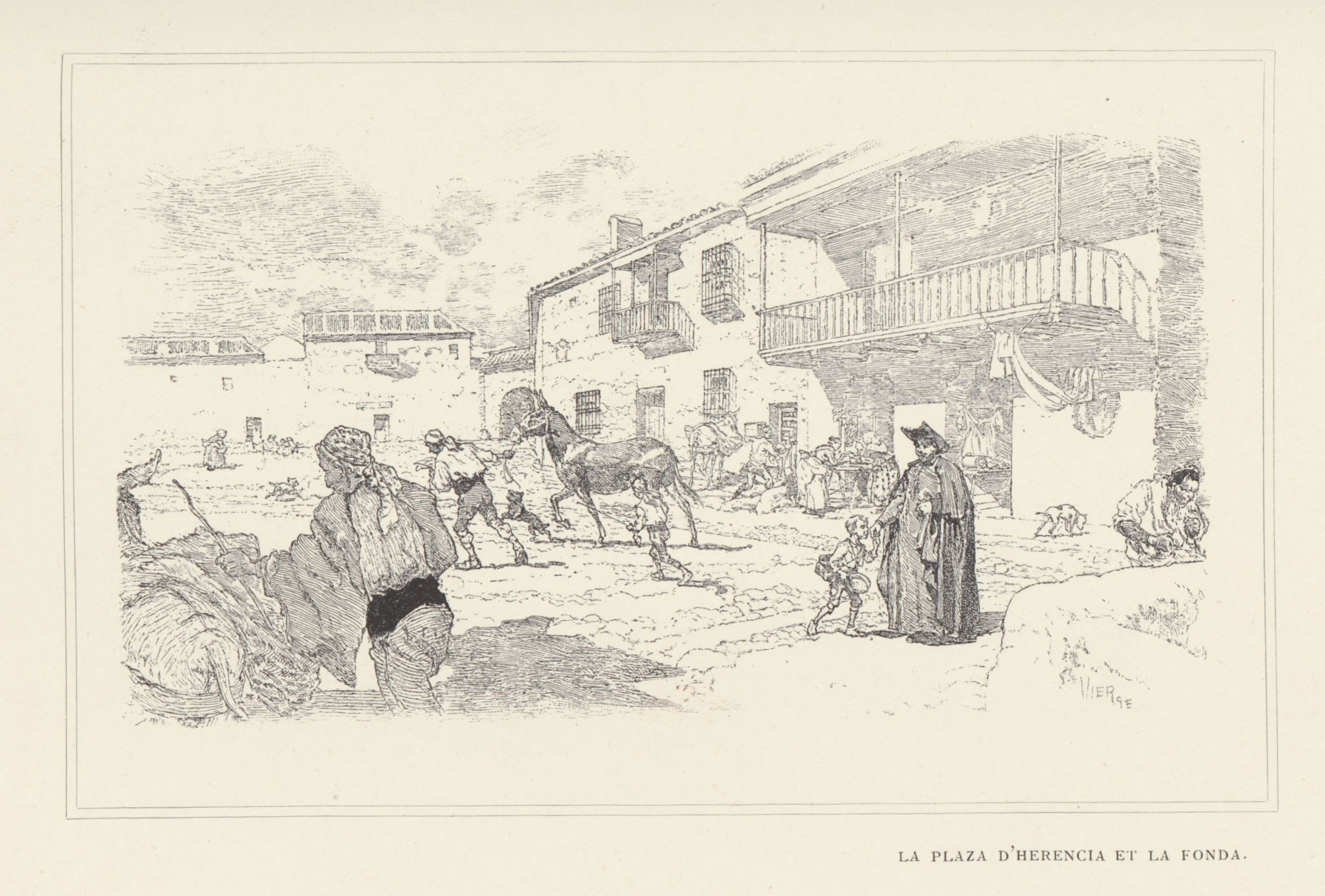
Plaza de Herencia y fonda por Daniel Urrabieta Vierge (Au pays de Don Quichotte, 1901)

- 1880: implantación masiva de la vid, a consecuencia de la epidemia de filoxera en Francia. Se consolida la transformación económica agraria, que pasa a ser predominantemente vitivinícola.

### SigloXX
A finales del siglo XIX se crea la Sociedad Fontanera, con el fin de traer el agua de la Pedriza hasta los diversos caños del pueblo. Esta Sociedad alcanzó un importante peso económico. Fue propietaria de terrenos de cultivo y de la Serna, que bajo su propiedad era ya usada para paseo por los vecinos.
- 1902: plaga de langostas y orugas. Cosechas nulas. Existen 10 fábricas de alcoholes y 2 fábricas de harinas, con maquinaria a vapor.
- 1905: llega la energía eléctrica a Herencia.
- 1909: Correos.
- 1922: constitución de la Sociedad Cooperativa Vinícola "La Herenciana", primera iniciativa de elaboración social del vino, que se constituyó con 19 socios, medianos y pequeños agricultores, estableciéndose en la carretera de Puerto Lápice, pasado el Sepulcrillo. Su constitución se realizó el 22 de octubre de 1922 con una capacidad de 39 000 arrobas. La extinción de dicha Sociedad se produjo el 22 de junio de 1945. Había entonces 31 Cooperativas en toda la provincia de Ciudad Real.
- 1923: Teléfonos.
- 1929: la población había alcanzado los 9000 habitantes.
- 1945: el alcalde, José A. Conde, para paliar el gran paro existente, aborda la construcción del actual parque municipal.
- 1950: comienza la emigración. A partir de esta fecha, la población de Herencia, que cuenta con más de 10 000 habitantes, desciende paulatinamente
- 1961: constitución de la Cooperativa Almazarera y Cooperativa Vinícola
- 1962: pavimentación de calles y construcción del alcantarillado
- 1968: construcción del colegio público El Parque (edificio redondo), que en principio fue concebido como sección delegada de Instituto de Enseñanza Media
- 1970: construcción del centro emisor de RTVE en la sierra de la Solana

En esta época las características de la agricultura herenciana no se diferencian demasiado de épocas anteriores. Los principales cultivos son los cereales, vid y olivo. El consumo de abono era escaso, continúa el predominio del secano sobre el regadío y el predominio de la propiedad como forma de explotación frente al arrendamiento y la aparcería.
De esta forma, salvo la desaparición de los diezmos en 1836, solo el importante desarrollo de la vid supuso algún cambio en los cultivos. Hay que tener en cuenta que la vid, tal como la conocemos hoy, proviene de la epidemia de filoxera de finales del siglo XIX en Francia, lo que ocasionó la proliferación del cultivo de la vid en toda la Mancha, ya que sus suelos arenosos impiden que la filoxera ataque la raíz del cultivo, evitando así ser afectada por dicha epidemia. En Herencia la declaración oficial de plaga de filoxera por parte del ayuntamiento no se realiza hasta noviembre de 1933.
Desde los primeros años del siglo XX se observan numerosas actividades industriales y comerciales, muy relacionadas con los productos de la agricultura y ganadería, los cuales favorecieron en este siglo la aparición de industrias de transformación: una cantera de yeso, que da materia prima a dos fábricas y cuatro carpinterías; dos fábricas de jabón. Y, sobre todo, varias industrias relacionadas con la producción agrícola: la ya mencionada cooperativa vinícola “La Herenciana”, varias bodegas, diez fábricas de alcoholes, dos fábricas de harina, cuatro almazaras, una fábrica de gaseosas, una fábrica de conservas vegetales y veintidós panaderías.
En estos años y hasta 1985, los cambios se basan sobre todo en la creación y mejora de los servicios, tales como la instalación del teléfono, del alcantarillado, del agua potable (primero en los caños y posteriormente en las propias viviendas), la construcción de colegios, etc
Algunas de las acciones municipales llevadas a cabo en Herencia por las distintas corporaciones, entre 1983 y 1995 fueron:
Estructuras.
- Creación de la Biblioteca y Casa de la Cultura.
- Creación de una nueva red de abastecimiento de agua. Captación y conducción agua potable desde el paraje Palancas que se encuentra actualmente en servicio
- Construcción del aulario Pablo Iglesias
- Construcción de viviendas sociales en el barrio de San José
- Construcción del centro de salud
- Construcción del pabellón polideportivo
- Inauguración del Instituto de Enseñanza Secundaria D. Hermógenes Rodríguez
- Creación de la 1.ª Fase polígono industrial. Adquisición suelo y urbanización
- Adquisición parcela Los Frailes para la construcción de la actual avenida de José Roselló
- Adquisición y repoblación forestal paraje de los “Pozos del Agua”.

Servicios
- Adquisición y rehabilitación de la Casa de Herencia como centro de servicios sociales.
- Desarrollo de la Universidad Popular.
- Promoción del Carnaval, Fiesta de Interés Regional y palacio del Carnaval
- 1.ª Escuela Taller, escuela Infantil y escuela Municipal de Música
- Oficina Municipal de Desarrollo Local.
- Impulso de la investigación, redacción y edición del estudio “Herencia y la Orden de San Juan”.
- Hogar del Jubilado. Realizada su construcción al 85 % aproximadamente.

En los últimos veinte años, Herencia ha experimentado un avance industrial y económico, que está posibilitando a los ciudadanos tener una mayor prosperidad, consolidándose los servicios educativos, formativos, culturales, sociales, deportivos, de ocio y tiempo libre.
Actualmente, la economía de la población ya no depende tanto de la agricultura, sino de la industria, esencialmente de las empresas del grupo Tecnove y del grupo Álvarez, que aglutinan a una amplia mayoría de los trabajadores de la zona. Igualmente es relevante la construcción en Madrid, donde diariamente salen autobuses que trasladan a los trabajadores a su puesto de trabajo en la capital del país.

### SigloXXI

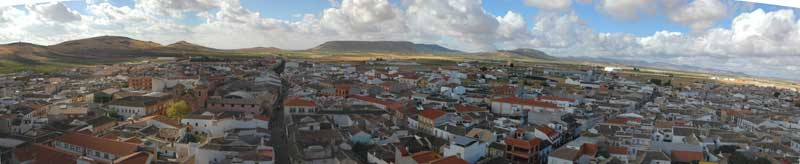
Panorámica de Herencia

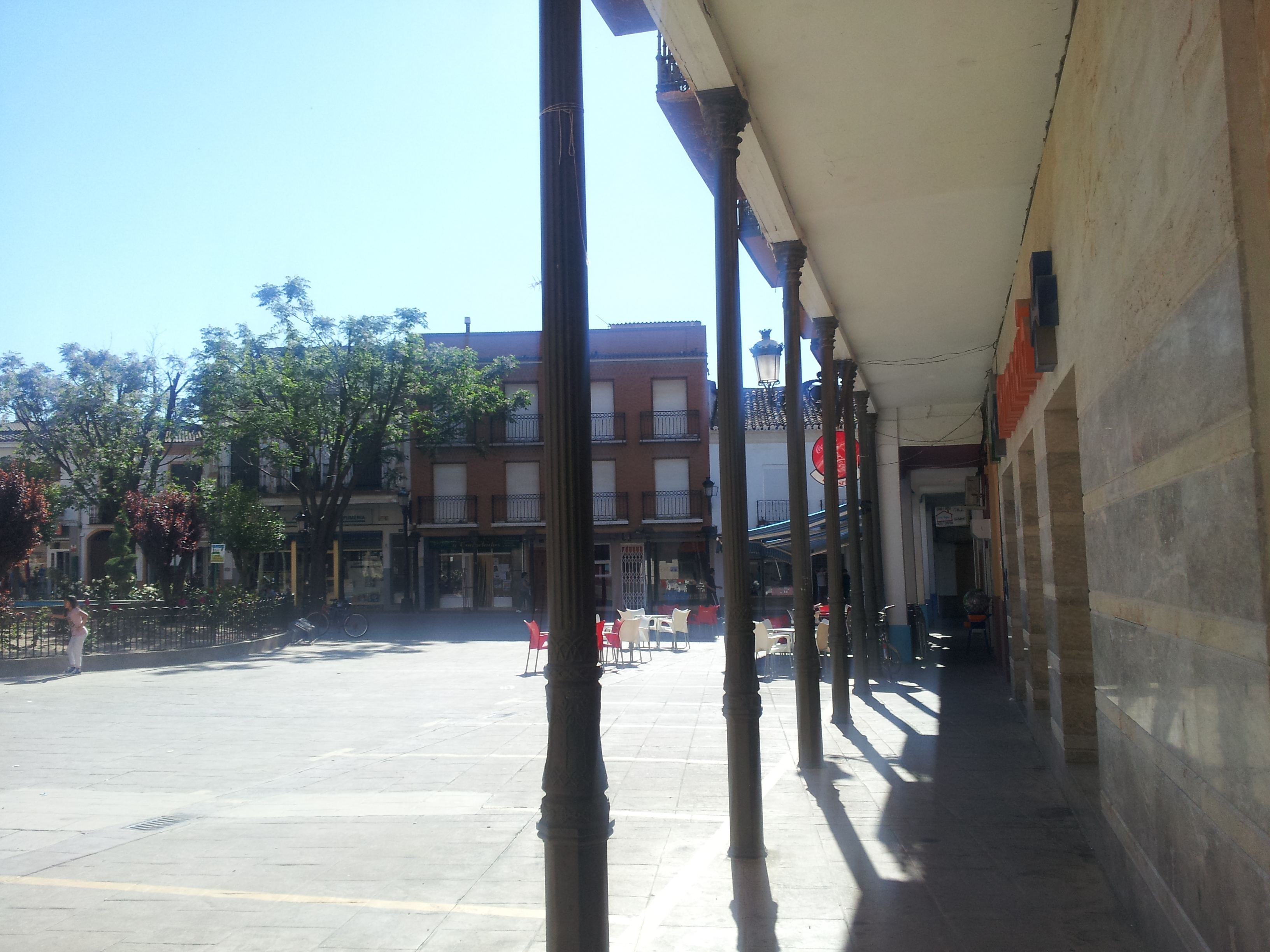
Plaza Mayor

En 2008 se inauguró el campo municipal de fútbol de césped artificial, así como se iniciaron las obras de construcción del nuevo auditorio municipal. Situado en la nueva urbanización Los Frailes, situada junto a la avenida de Alcázar, y para el que ya dispone de un Anteproyecto.
En 2009 comenzaron las obras de la Semivariante de Herencia. Después de años de espera esta gran obra para eliminar el tráfico pesado del interior de la ciudad inició sus obras para reconducir la N-420. El nuevo auditorio tendrá una capacidad de 557 butacas, distribuidas en un solo patio. Estará dotado del equipamiento necesario que precisa un edificio que albergará diversos espectáculos teatrales, musicales y otros de carácter cultural, y dispondrá además de más de 650 m² de zonas verdes. Dado el carácter de este singular edificio es de destacar su cubierta, que representará la mano de un pianista.

En 2010 se hicieron oficiales la nueva bandera y el nuevo escudo para Herencia según consta en el Diario Oficial de Castilla-La Mancha de 2 de marzo de 2010 donde se otorga bandera y aprueba escudo. El Rondadías cumple un año como diario de información independiente de Herencia. En 2010 Nuestro Padre Jesús Nazareno procesionó en esta Semana Santa con un trono de madera de roble portado a costal por 30 costaleros de la localidad. Ese mismo año tiene lugar la restauración y reinauguración del órgano situado en el convento Nuestra Señora de las Mercedes.

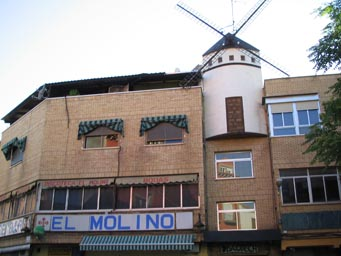
Edificio Típico

En 2013 la Santa Sede concedió un año jubilar a la parroquia de la Inmaculada de Herencia con motivo del 300 aniversario de la consagración del templo parroquial.
En 2015 tuvo lugar el fin de la restauración y bendición del órgano barroco de la parroquia de la Inmaculada Concepción por parte del obispo-prior Antonio Algora.
En 2016 se inauguró oficialmente el nuevo Auditorio Municipal de Herencia con una capacidad de 557 plazas.En 2018 se aprobó la creación del centro de interpretación del Queso de Herencia en el antiguo Silo Ese mismo año se dan los primeros paso para la creación de futuro Museo del Carnaval de Herencia.
En 2021 se inauguró Qhesalia, el centro de interpretación del Queso de Herencia en el antiguo silo de trigo. El 7 de mayo de 2022, en la plaza de España de la villa de Herencia, tiene lugar la Coronación Pontificia de la Patrona de Herencia, la Inmaculada Concepción de María. La coronó el obispo de Ciudad Real Don Gerardo Melgar, en nombre del Santa Sede y en representación del papa Francisco I. La imagen que se coronó es atribuida al escultor valenciano Pio Mollar Franch. De este modo Herencia se convierte en uno de los pocos pueblos de la provincia con dos imágenes marianas coronadas, ya que en 1951 se coronó de forma canónica, otra de las devociones más importantes en este pueblo, la Virgen de la Mercedes conocida popularmente como "La Hermosona".

## Demografía
Herencia cuenta con una población de 8459 habitantes (INE 2024).
| Gráfica de evolución demográfica de Herencia entre 1842 y 2021                                                      |
| |
| Población de derecho según los censos de población del INE Población de hecho según los censos de población del INE |

## Administración y política
| Periodo   | Nombre                                         | Partido |
| --------- | ---------------------------------------------- | ------- |

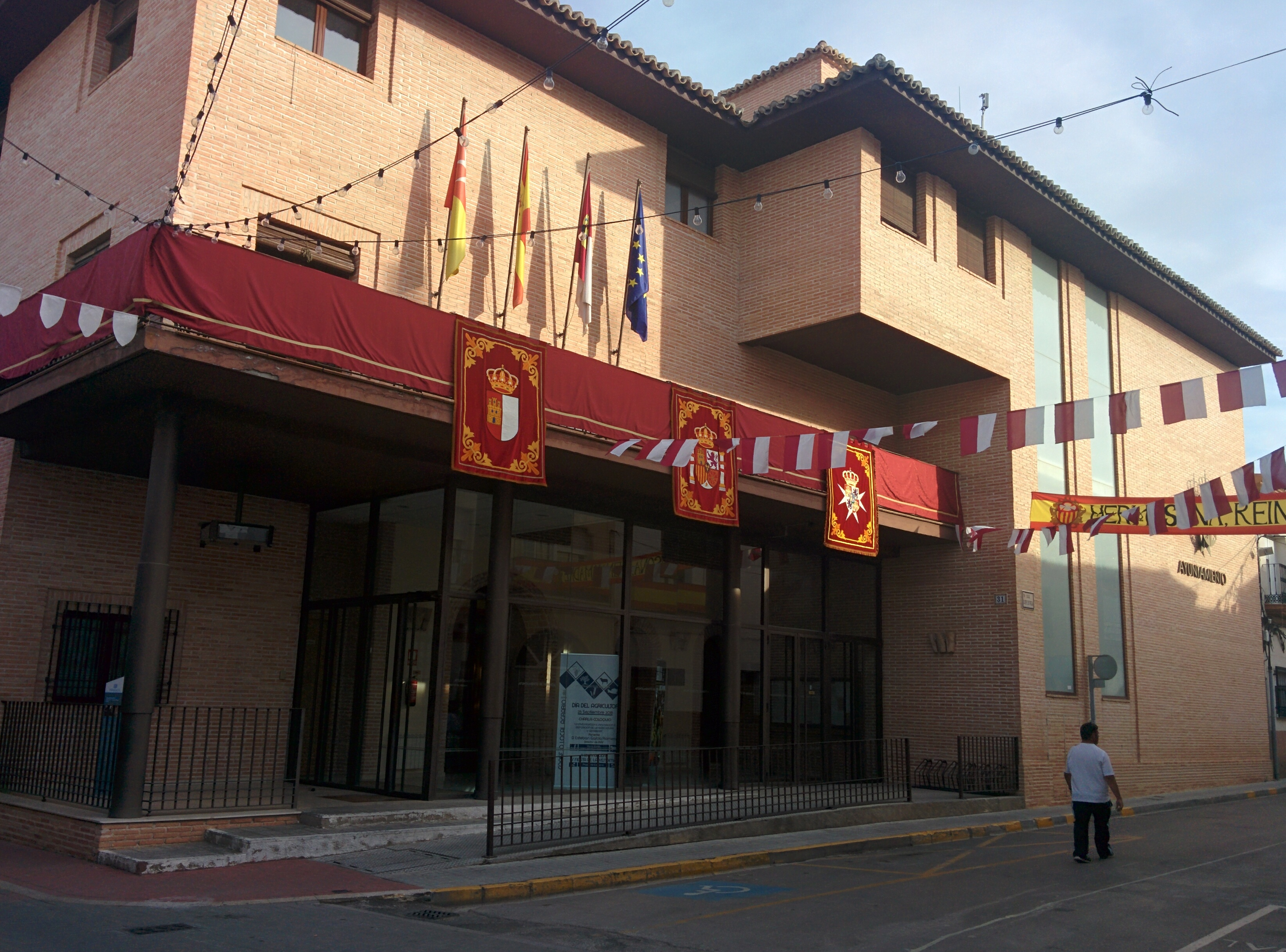
Casa consistorial durante las fiestas en honor a Nuestra Señora de la Merced

| 1979-1983 | Basilio Fernández-Caballero Rodríguez-Palancas | UCD     |
| 1983-1987 | José Roselló López                             | PSOE    |
| 1987-1991 | José Roselló López                             | PSOE    |
| 1991-1995 | José Roselló López                             | PSOE    |
| 1995-1999 | Mercedes González-Ortega Moreno-Palancas       | PP      |
| 1999-2003 | Ramón Osuna Sanz                               | PSOE    |
| 2003-2007 | Ramón Osuna Sanz                               | PSOE    |
| 2007-2011 | Jesús Fernández Almoguera                      | PSOE    |
| 2011-2015 | Jesús Fernández Almoguera                      | PSOE    |
| 2015-2019 | Sergio García Navas Corrales                   | PSOE    |
| 2019-2023 | Sergio García Navas Corrales                   | PSOE    |
| 2023-act. | Sergio García Navas Corrales                   | PSOE    |

</ref>

### Evolución de la deuda viva
El concepto de deuda viva contempla solo las deudas con cajas y bancos relativas a créditos financieros, valores de renta fija y préstamos o créditos transferidos a terceros, excluyéndose, por tanto, la deuda comercial.
| Gráfica de evolución de la deuda viva del ayuntamiento entre 2008 y 2014                             |
| |
| Deuda viva del ayuntamiento en miles de Euros según datos del Ministerio de Hacienda y Ad. Públicas. |

La deuda viva municipal por habitante en 2014 ascendía a 191,25 €.

## Patrimonio

### Iglesia parroquial de la Inmaculada Concepción

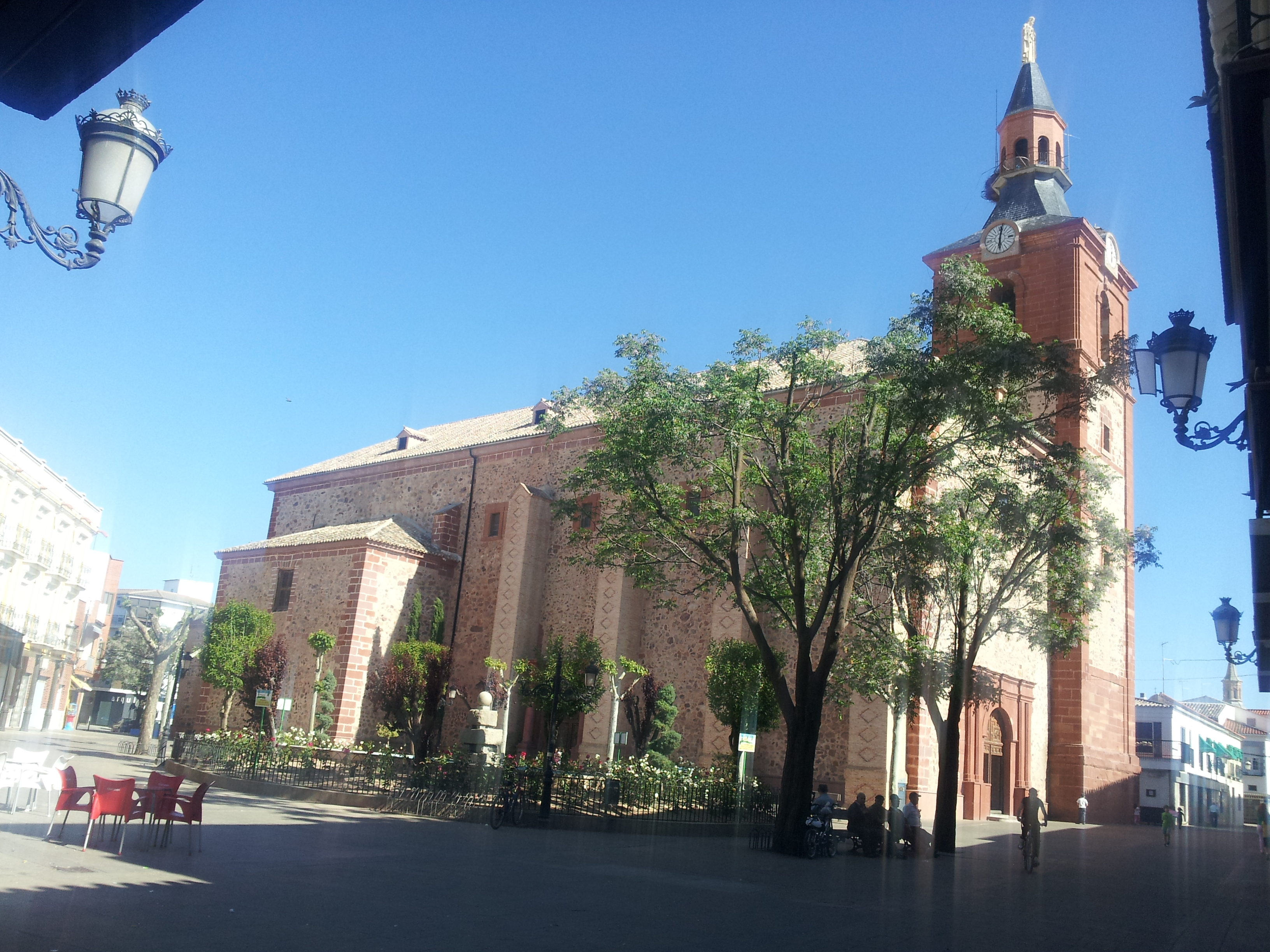
Iglesia de la Inmaculada Concepción

Originaria del siglo XVII, posee planta de cruz latina de una sola nave, cubierta por bóveda de cañón decorada. En su interior se pueden comprobar una serie de óleos de la época, entre ellos se encuentra la obra Las tres generaciones de Lucas Jordán. También hay que destacar el gran lienzo de la Inmaculada que preside el altar mayor de la parroquia, su autor es Zacarías González Velázquez. También se pueden destacar los cinco retablos del siglo XVIII que aún conserva; tres de ellos son de estilo rococó y dos de estilo barroco. En la base de la torre, en lo que fue el antiguo baptisterio hay una capilla, que es uno de los lugares de devoción más visitados por los herencianos en esta capilla se custodia la bella imagen de la Inmaculada Concepción, obra atribuida al escultor Pío Mollar Franch y nombrada Patrona de Herencia por el papa Juan XXIII (1960).Esta imagen fue Coronada de forma Pontificia el día 7 de mayo de 2022, por el Obispo de Ciudad Real Don Gerardo Melgar, en nombre de la Santa Sede y en representación del papa Francisco I. Existe en la capilla del Sagrario, otra talla de la Inmaculada del siglo XVII, atribuida a Pedro de Mena y que presidía la antigua iglesia y posterior ermita de la Concepción, hoy desaparecida. Llama mucho la atención de la Parroquia su torre de casi 60 metros de altura y coronada por una gran escultura del Corazón de Jesús que vigila y cuida de todos los herencianos.

### Convento de Nuestra Señora de la Merced

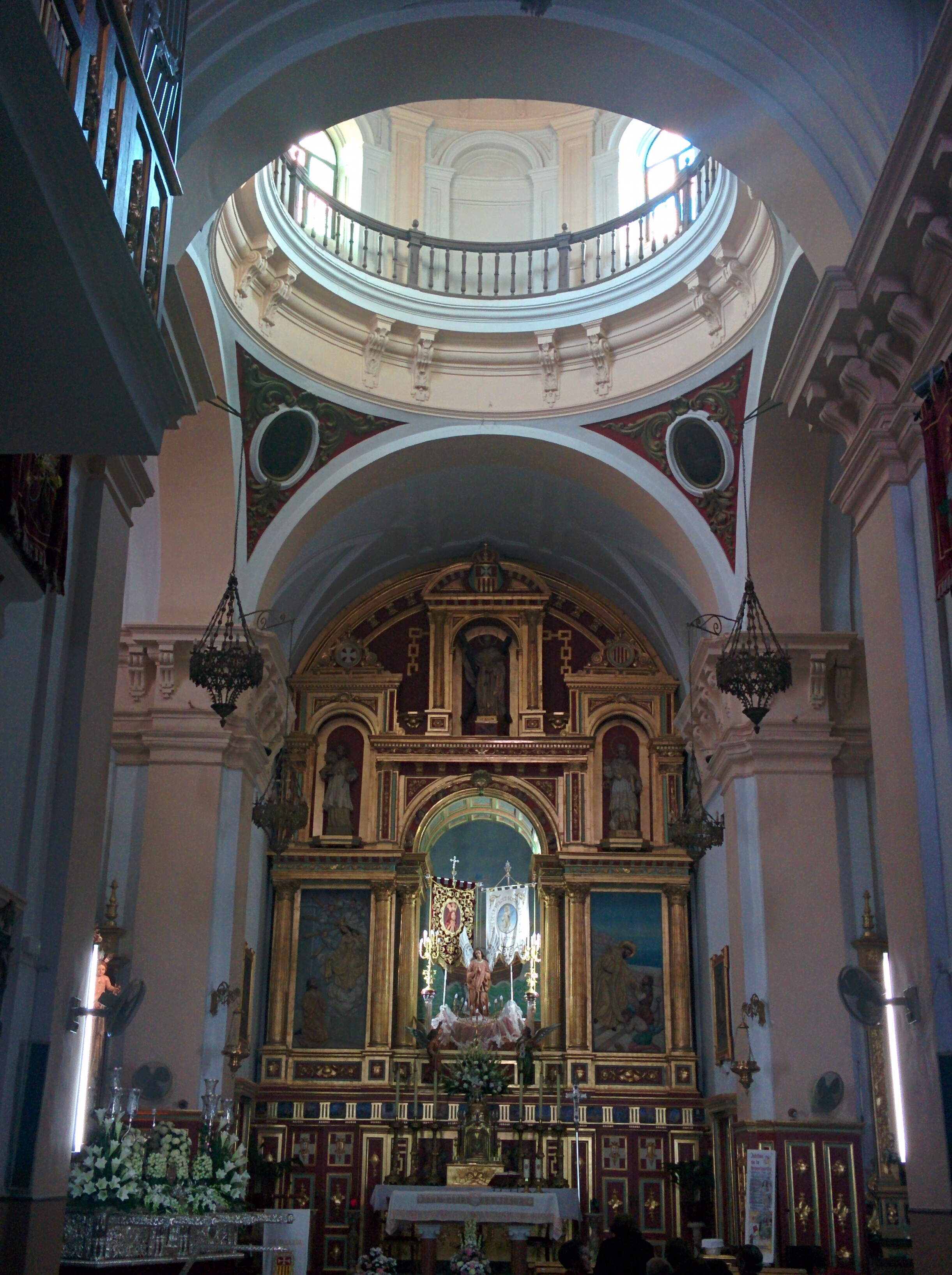
Convento de Nuestra Señora de la Merced

Iglesia del antiguo convento de Mercedarios, en él se encuentra la imagen de la Virgen de las Mercedes Coronada y Alcaldesa Perpetua de Herencia, más conocida por "La Hermosona". La imagen de la Virgen de las Mercedes se ha convertido en símbolo del pueblo de Herencia, existe una constante vinculación histórica desde 1656 entre el pueblo y esta advocación mariana. La imagen de la Virgen fue coronada canónicamente como reina y patrona en la actual plaza de la Libertad por el obispo-prior Emeterio Echevarría el 22 de mayo de 1951 y fue nombrada alcaldesa perpetua de la población en 1999. Dicho convento fue fundado por Juan José de Austria, hijo del rey Felipe IV, en 1656, siendo prior de la Orden de San Juan. Actualmente las fiestas patronales de Herencia se celebran en honor a la Virgen de las Mercedes el 24 de septiembre.

### Molinos de viento
En el año 1790 se construyó el primer molino en tierras herencianas, llegándose a contabilizar hasta once molinos. Actualmente quedan siete ejemplares: El Ama, La Sobrina, Dulcinea, Maritornes, La Dueña Dolorida, La Duquesa y Teresa Panza. En 2008 se inauguró el centro de interpretación de los Molinos que actualmente parece no estar en uso.

### La Copa
Fue diseñada por José Antonio García-Navas Jerez y construida por él y su hermano Petronilo. El diseño fue de José Antonio y la construyó junto con su hermano Petronilo, ya que este último trabajaba muy bien con el hormigón y decidieron realizarla entre los dos hermanos.  La idea de la forma, surgió de las formas que tiene el cáliz que se utilizaban en las Eucaristías, pues José Antonio trabajaba y pasaba mucho tiempo entre el Convento de la Merced y las Hermanas Mercedarias, y de ahí le surgió dicha apariencia. Se trata de un depósito de agua que fue construido hacia el año 1934, ubicado dentro del paraje natural de «La Pedriza», a unos 5 km del casco urbano de Herencia y debía servir para el abastecimiento de agua, ya que la existente hasta ese momento era de muy baja calidad, siendo este un problema que arrastraba el municipio desde varios siglos atrás y para el que no se encontraba una solución satisfactorio.

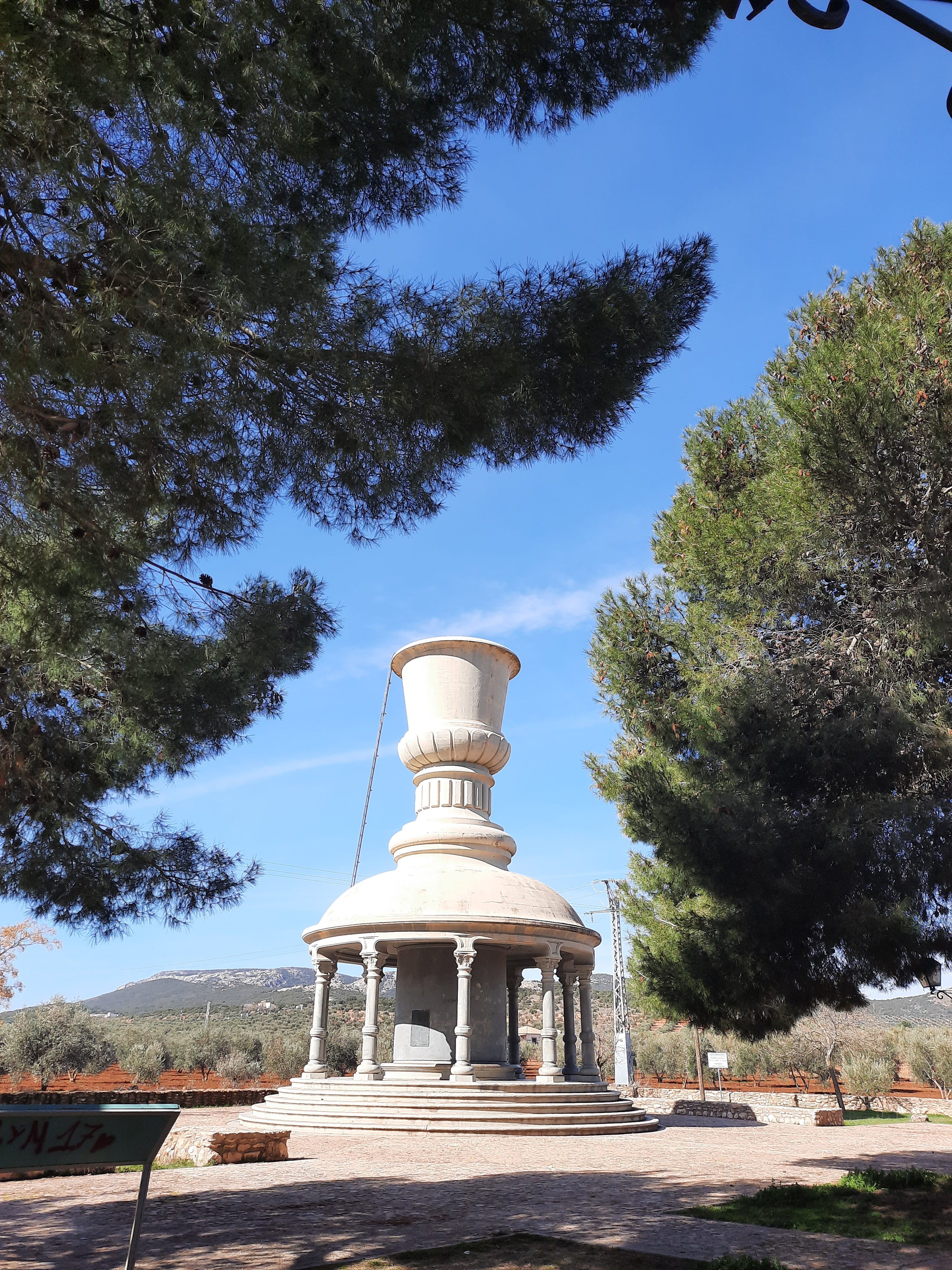
La Copa

Dado que el agua llegaba al pueblo con muy poco caudal, se decidió construir un depósito con la suficiente altura para conseguir que el agua llegase por gravedad con más fuerza a la fuente, momento en el que se comenzó la construcción de «La Copa». El monumento, que fue realizado a escasos metros del pozo, recogía las aguas que se extraían del mismo a través de unas bombas y de éste fluía por gravedad hacia un sistema de canalizaciones y válvulas hasta la fuente del Caño.
Desde ese momento y hasta la actualidad, la Copa pasó a ser una de las señas de identidad del pueblo de Herencia, siendo uno de los monumentos más apreciados y que mayor valor sentimental despierta en los habitantes de este municipio.
José Antonio también hizo un aljibe para almacenar agua, que lo instalaría en casa de sus vecinos de enfrente de donde vivía (en la calle Labradora 12) y que actualmente, ha sido donado por la familia que lo tenía al Ayuntamiento y que ha sido colocado en la rotonda de la entrada de Alcázar-Herencia. 

### Caños

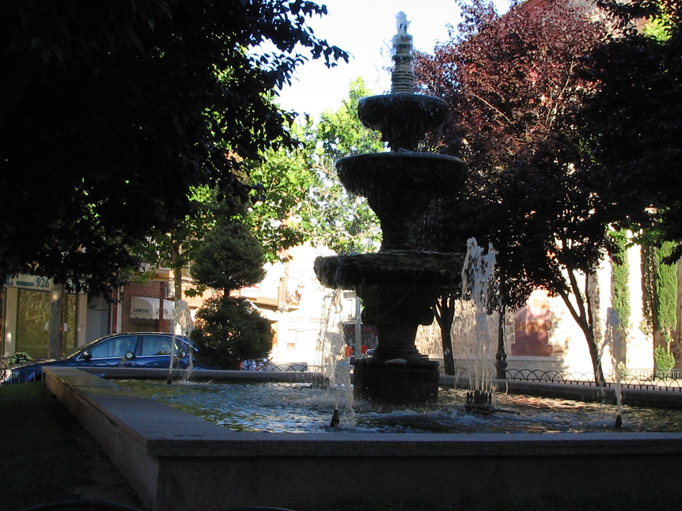
Antigua fuente en la plaza Mayor

Fueron los primeros elementos que disponían de agua potable en Herencia. A ellos acudían tanto vecinos a pie como los “augaores” que distribuían el agua en borricas por el municipio.
A mediados de los años 30 el pueblo contaba con tres fuentes y actualmente se conservan dos restauradas, el conocido como caño Juan Coto situado cerca de la salida hacia Puerto Lápice, junto a la N-420, y el caño de la Iglesia, situado junto a la iglesia parroquial y a la plaza de España.

### Parque municipal
Su origen lo encontramos en la "Serna", de la que existen datos históricos que se remontan a 1538. La Serna era un paraje en el que predominaban principalmente los álamos, llegándose a contabilizar en ella cerca de 8600 álamos negros, aunque a lo largo de su historia han sido muchas las especies que la han poblado, ya que según los datos históricos hacia el año 1782 se plantaron en la Serna cerca de 4000 moreras, con el fin de criar gusanos de seda con destino a la Real Fábrica de Tapices de Aranjuez. Se trataba de un "plan de fomento de la riqueza" puesto en marcha por el Prior en Herencia y en otros pueblos del Priorato. En 1790 aún continuaba la cría de gusanos, si bien el que no aparezca ningún dato más en los años siguientes parece indicar que se abandonó esta actividad.
La Serna es descrita en los documentos históricos que se conservan como una finca de treinta y nueve fanegas de tierra, casi 22 ha, y el hecho de que estuviera cruzada por dos arroyos y disponer de un pozo la hacían adecuada para la introducción de cultivos de regadío, por lo que ya en el siglo XVIII se convierten en tierras de labor una parte de la Serna, donde además del cultivo de hortalizas se llegaron a plantar árboles frutales.
Su creación como parque municipal tuvo lugar en 1946 con el objetivo de emplear a un gran número de parados debido al gran paro existente en esa época. Encontramos en él una variada vegetación autóctona, con cuidados setos y macizos situados a lo largo de sus paseos, y donde se ha construido recientemente el Auditorio Municipal de Verano, lugar de celebración de todo tipo de manifestaciones culturales y lúdicas.

### Ermitas
- "Ermita de San Cristóbal" Se encuentra situada fuera de la población, en la sierra del mismo nombre, junto al camino por donde se efectuó el trasvase de población de Villacentenos a Herencia.
- "Ermita de San Bartolomé". Es, junto con la de San Cristóbal la más antigua de la localidad, haciéndose mención de ella en las "Relaciones de Felipe II" (1575). Esta fue reconstruida completamente en el año 2012 no conservando nada de su estado original
- "Ermita de San Antón". Levantada tras la Guerra Civil sobre los restos de la ermita de Santa Lucía, construida en el año 1754.
- "Ermita de la labradora". También conocida como "Ermita de la Asuncion", se construyó en el año 1760. Destaca por su decoración pictórica interior, de gran interés artístico, así como por el característico atrio frontal sobre columnas de piedra arenisca.
- "Ermita del Cristo de la Misericordia". Construida en 1761, fue adosada a la antigua ermita de Santa Ana, de la que también se hace mención en las "Relaciones de Felipe II".
- "Ermita de San José". Construida en 1787, y rehabilitada en el siglo XX. Guarda la imagen de mayor devoción en el pueblo, la imagen de San José, tallada después de la guerra civil con las manos y cara de la antigua imagen, la cual encontraron dos mujeres mientras los niños jugaban con ella.
- "Ermita de la Encarnación". De reducidas dimensiones, se caracteriza por su sobriedad, que invita al recogimiento.

## Fiestas

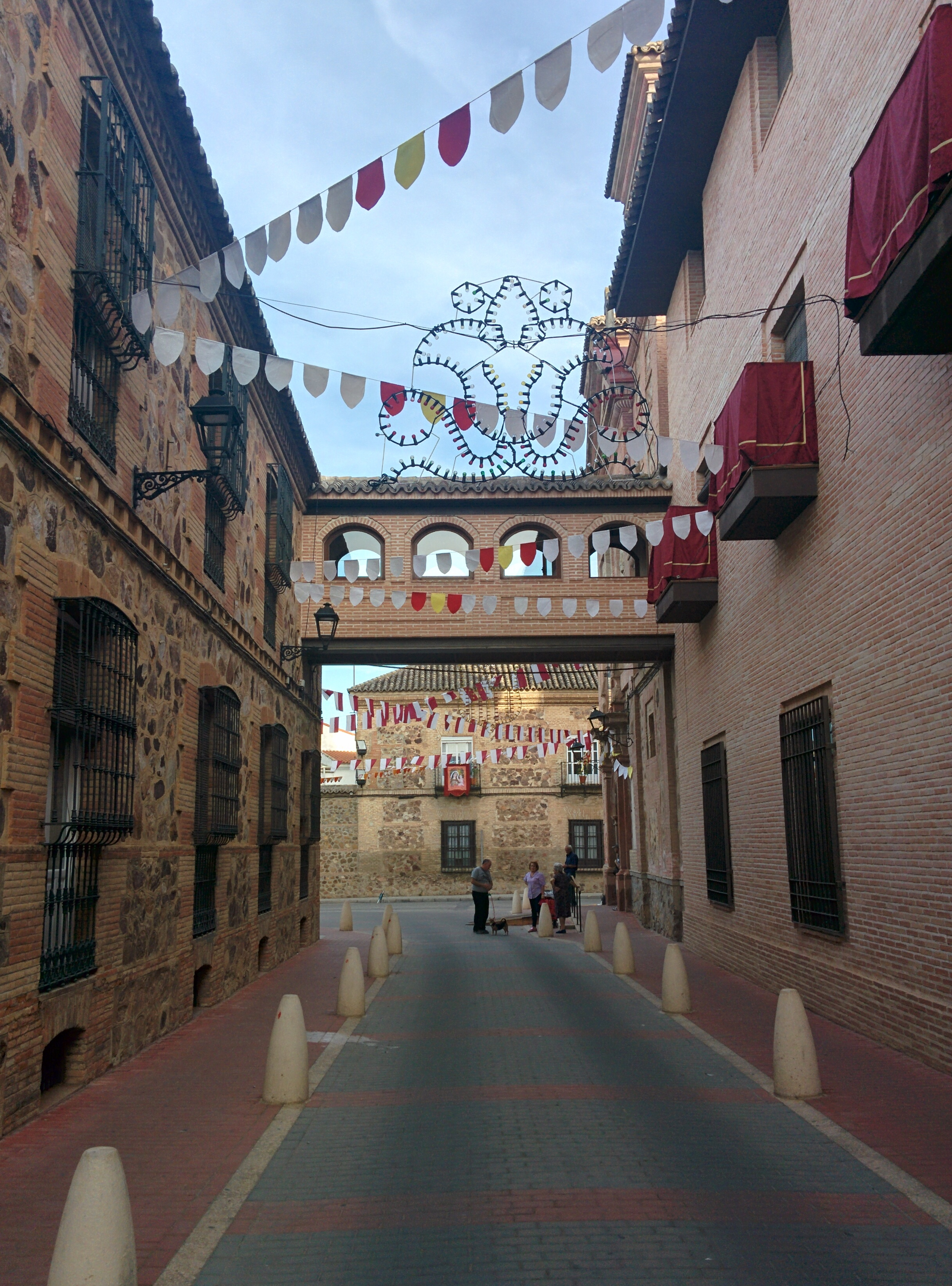
Calle durante las fiestas de Nuestra Señora de la Merced

Entre las fiestas más destacadas de Herencia se encuentra el carnaval, declarado Fiesta de Interés Turístico Nacional. Además en los últimos años se está promoviendo un Carnaval de Verano, como el único de la región en estas fechas y como un adelanto de la fiesta principal.

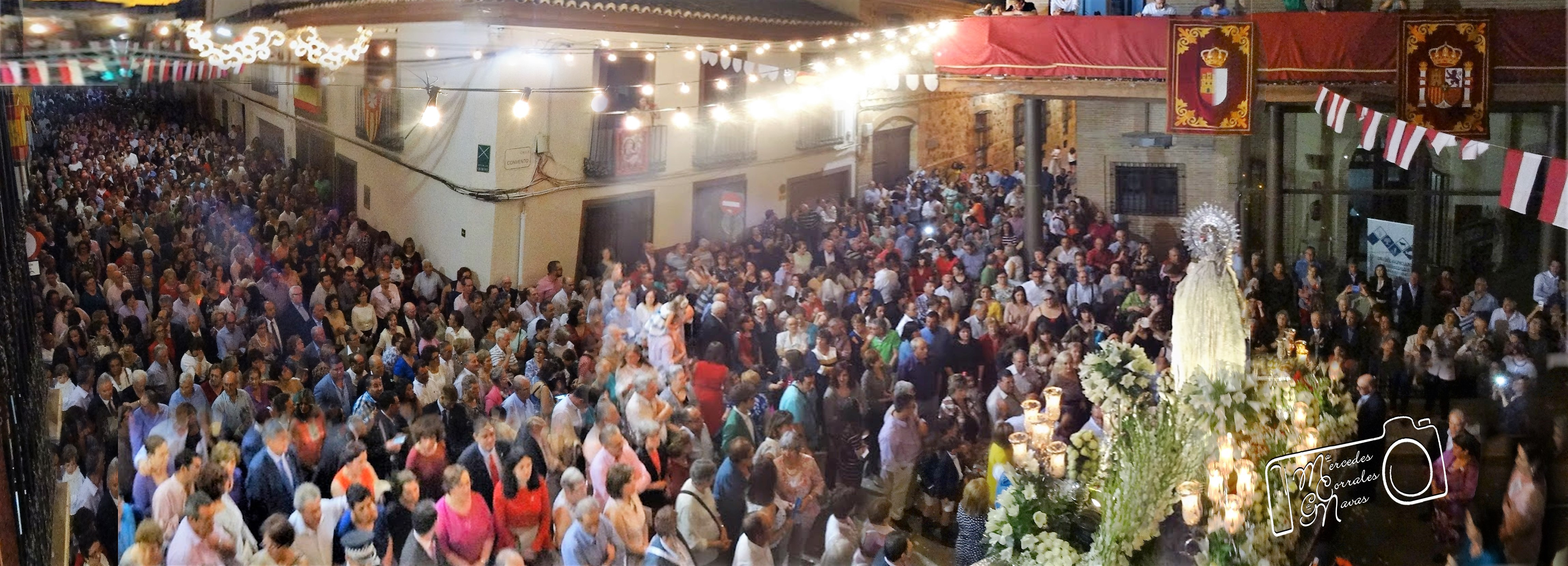
La Virgen de las Mercedes

La feria y fiestas de la localidad se celebran en torno al 24 de septiembre en honor a la Virgen de las Mercedes.
Recientemente se ha oficializado el escudo de Herencia e incluye la corona real.
Naturalmente Herencia siempre ha sido una comarca con corona en su escudo y la antigua bandera se conformaba de escaques azules y blancos.